# Altstadtmarkt (Braunschweig)

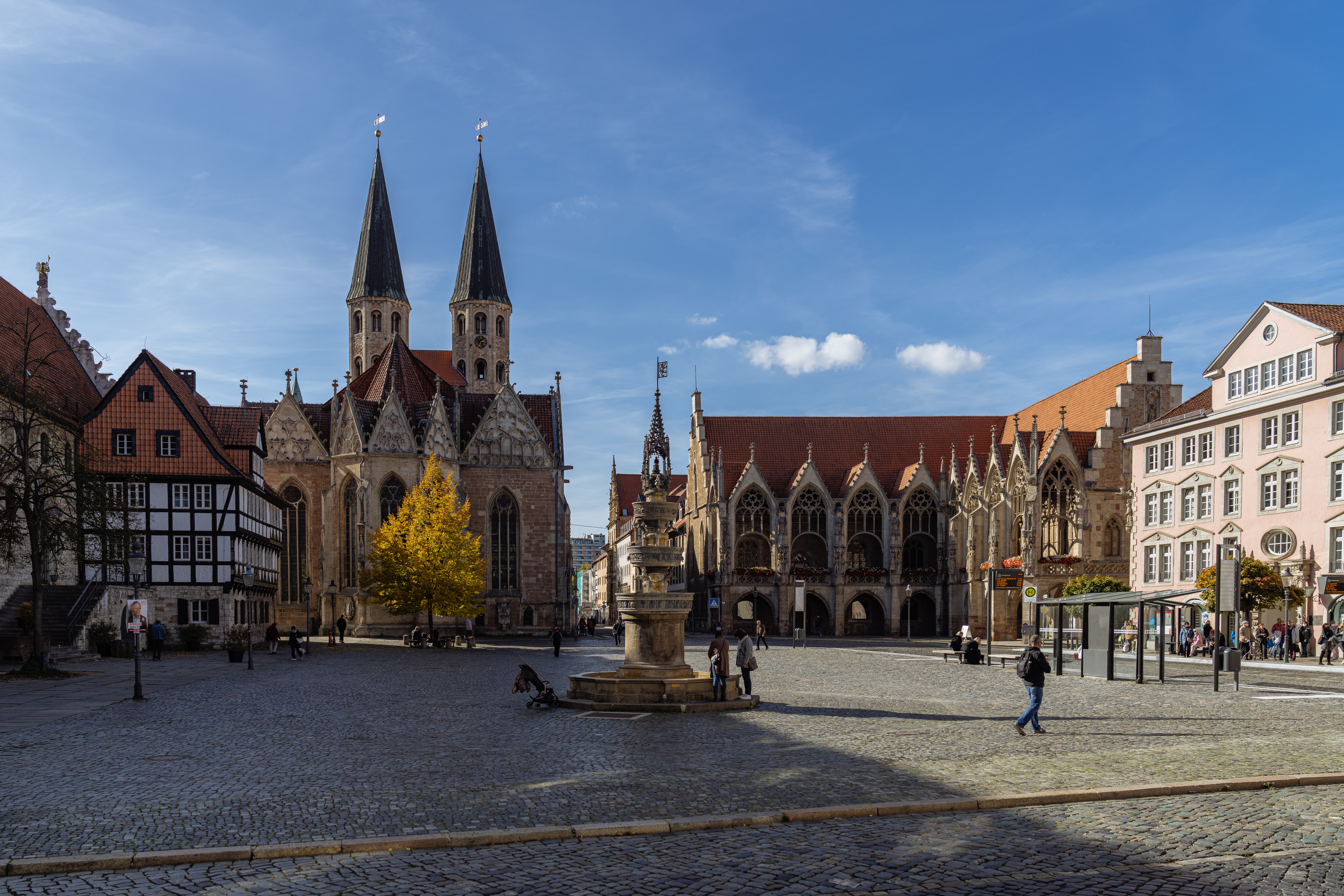
Der Altstadtmarkt, v. l. n. r.: Gewandhaus, Ehemaliges Rüninger Zollhaus, Martinikirche, Altstadtrathaus und Stechinelli-Haus. Im Zentrum der Altstadtmarktbrunnen.

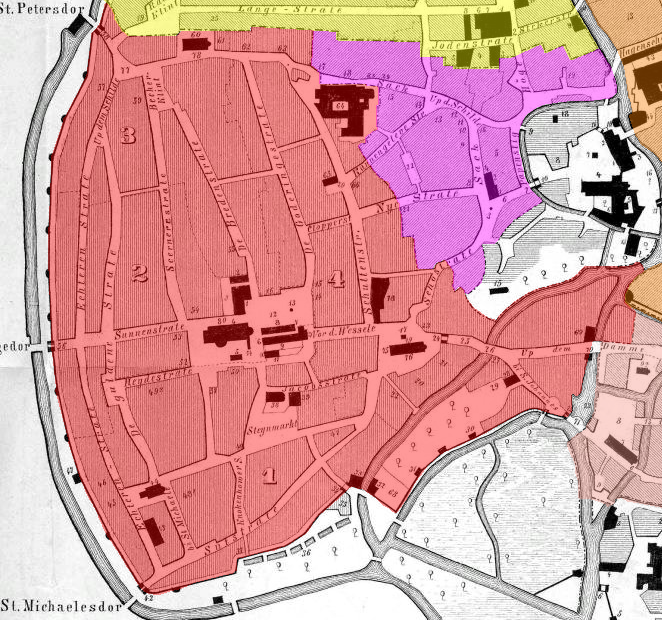
Die Braunschweiger Altstadt (rot dargestellt) um 1400 mit dem Altstadtmarkt im Zentrum

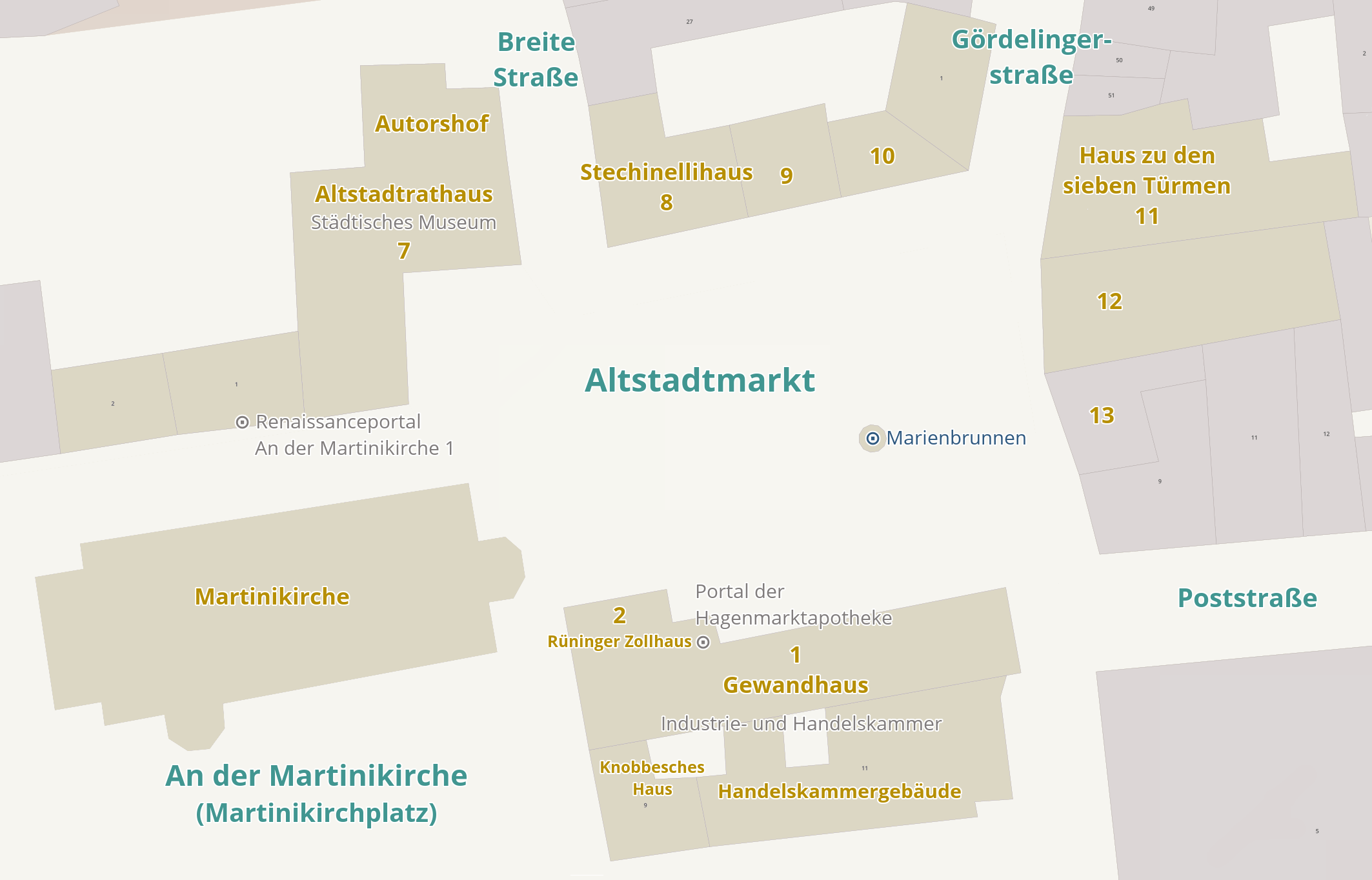
Karte des Altstadtmarkts

Der Altstadtmarkt ist der zentrale Platz des Braunschweiger Weichbildes Altstadt. Mit seinem städtebaulichen Ensemble von hoher geschichtlicher und kultureller Bedeutung gehört er heute zu den fünf sogenannten „Traditionsinseln“ der Stadt.
Er ist erreichbar über die Straßen An der Martinikirche, Breite Straße, Gördelingerstraße und Brabandtstraße.

## Namensursprung
Der Altstadtmarkt, Anfang des 12. Jahrhunderts als westliche Verlängerung des Kohlmarktes planmäßig angelegt, wurde urkundlich erstmals 1158 als „scampnum forense“ erwähnt. Spätere Quellen bezeichnen ihn als „forum Brunswicense“ (1206), „de market in der oldenstat“ (1268) oder nachfolgend einfach als „de markt“. Ab 1758 setzte sich die heutige Bezeichnung Altstadtmarkt durch.

## Geschichte
Vermutlich wurde der Altstadtmarkt im frühen 12. Jahrhundert planmäßig als Rechteck angelegt. Zu dieser Zeit verlief noch ein breiter Feuchtgraben über das Areal. Zuwandernde Kaufleute, die u. a. aus Westfalen kamen, sorgten für zunehmenden Wohlstand im Weichbild, das im Mittelalter die mächtigste Teilstadt Braunschweigs wurde. Das städtebauliche Ensemble aus Martinikirche und gegenüberliegendem Altstadtrathaus kann als bürgerliches Pendant zum herzoglichen Burgbezirk aus Dom und Burg Dankwarderode angesehen werden. Im Laufe der Geschichte war der Altstadtmarkt Markt- und Messeplatz, Richtstätte bis ca. 1750, Versammlungsplatz bei innerstädtischen Unruhen („Schichten“), Austragungsort von Reiterspielen, Paraden und Prozessionen. Hier nahmen die welfischen Landesfürsten und Stadtherren die Huldigung der selbstbewussten, bis 1671 nahezu unabhängigen, Stadt entgegen.

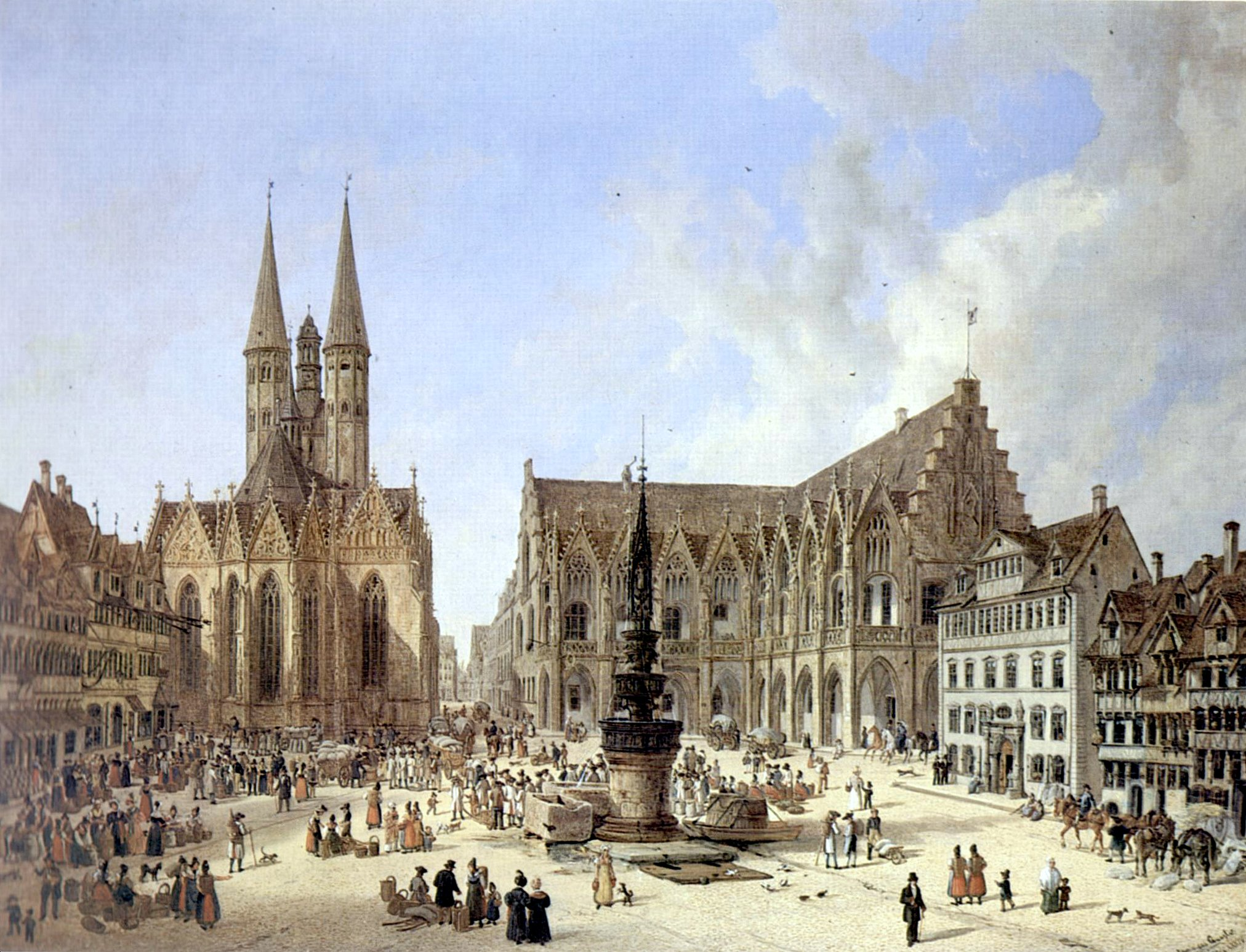
Altstadtmarkt von Osten, Ölgemälde von Domenico Quaglio aus dem Jahre 1834.
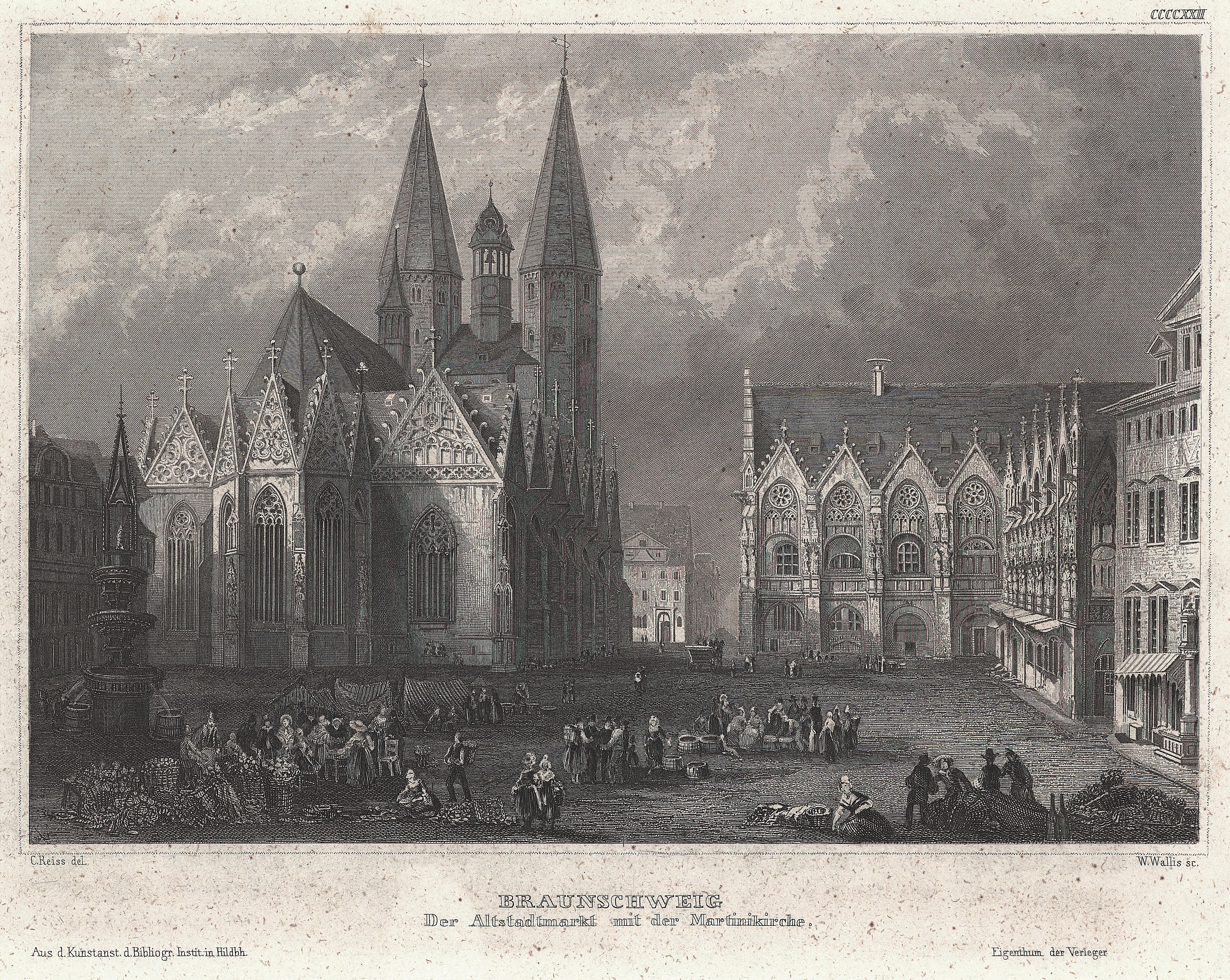
Stahlstich aus Meyer’s Universum 1842
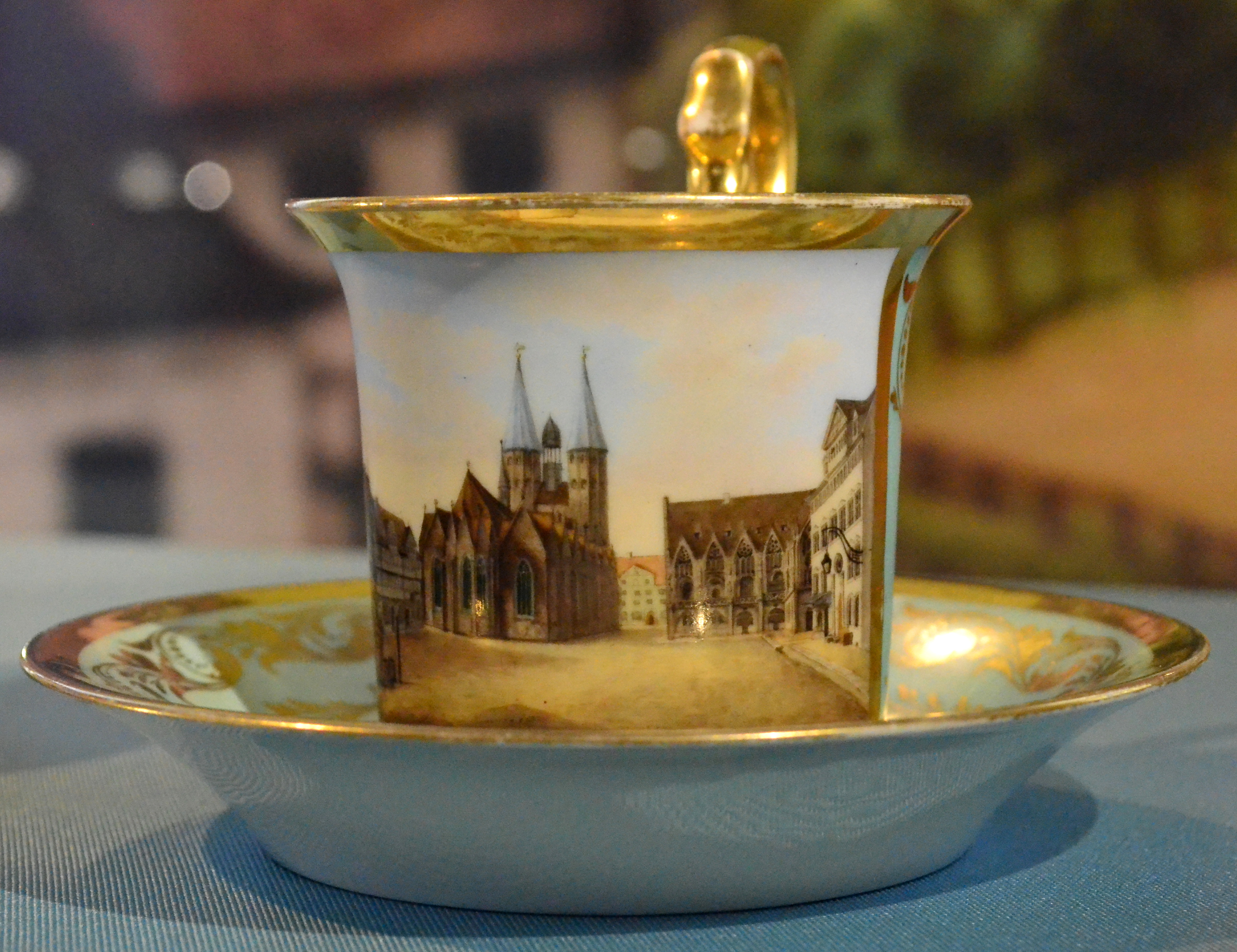
Tasse der Porzellanmanufaktur Fürstenberg von ca. 1830 mit dem Altstadtmarkt.
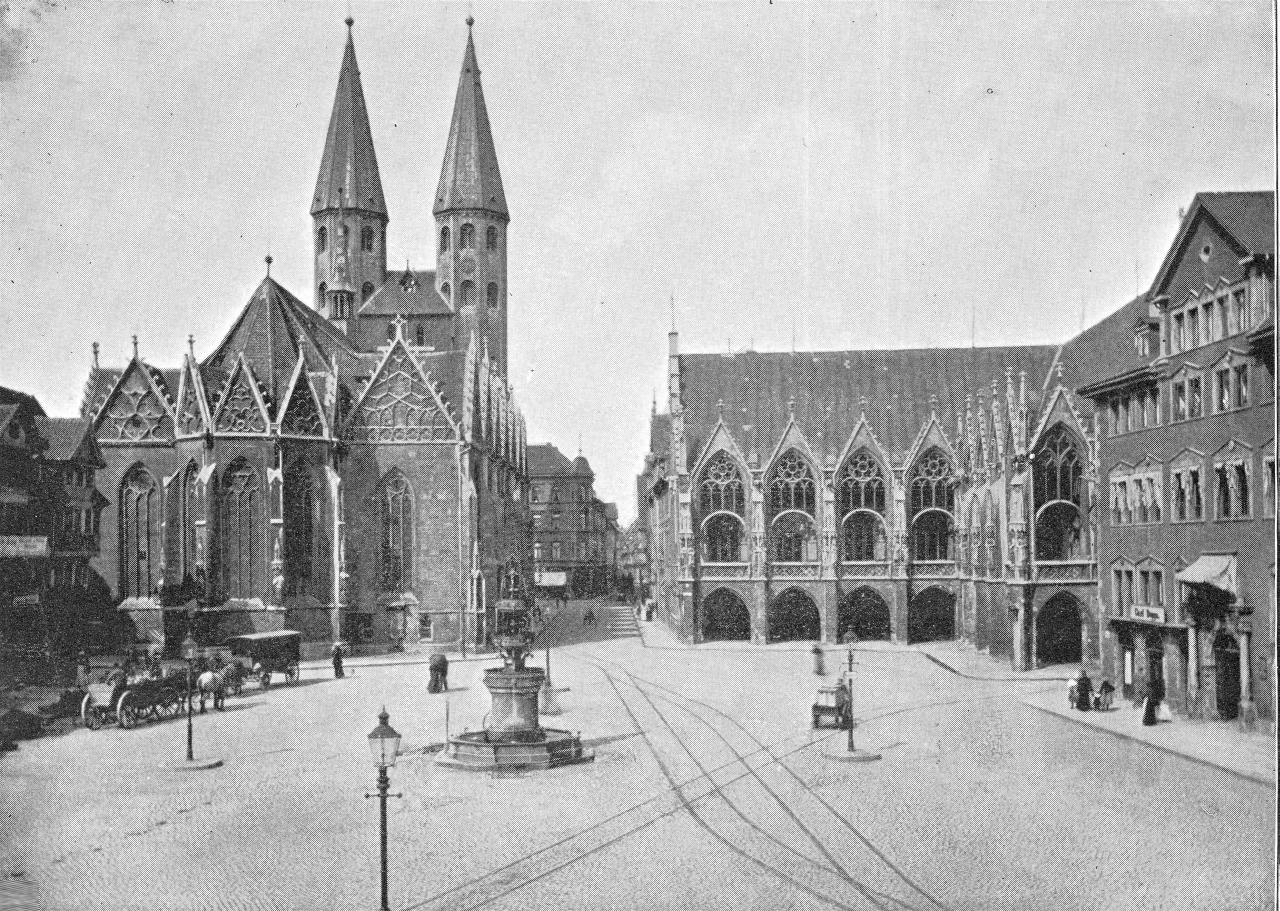
Fotografie um 1897: Gut erkennbar die Schienen der Pferdebahn.

### Markt- und Messeplatz

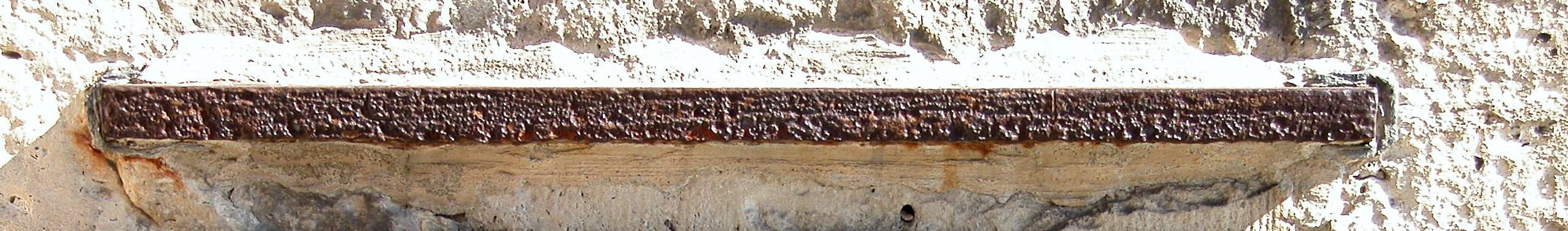
Die Braunschweiger Elle

Der Altstadtmarkt war seit dem frühen 12. Jahrhundert wichtiger Handelsplatz. Zur Kontrolle der Händler befand sich auf dem nahen Kohlmarkt die Waage der Altstadt, während die „Braunschweiger Elle“ am Altstadtrathaus angebracht ist. Noch heute findet hier an jedem Mittwoch und Sonnabend der Wochenmarkt statt.

## Bauwerke

### Räumliche Anordnung der Bauwerke auf und um den Altstadtmarkt
|                                            | Stechinelli-Haus |                           |  |  |
| Altstadtrathaus                            |                  | Haus zu den Sieben Türmen |  |  |
|                                            |                  |                           |  |  |
| Martinikirche Ehemaliges Rüninger Zollhaus |                  |                           |  |  |
|                                            |                  |                           |  |  |
|                                            | Gewandhaus       |                           |  |  |

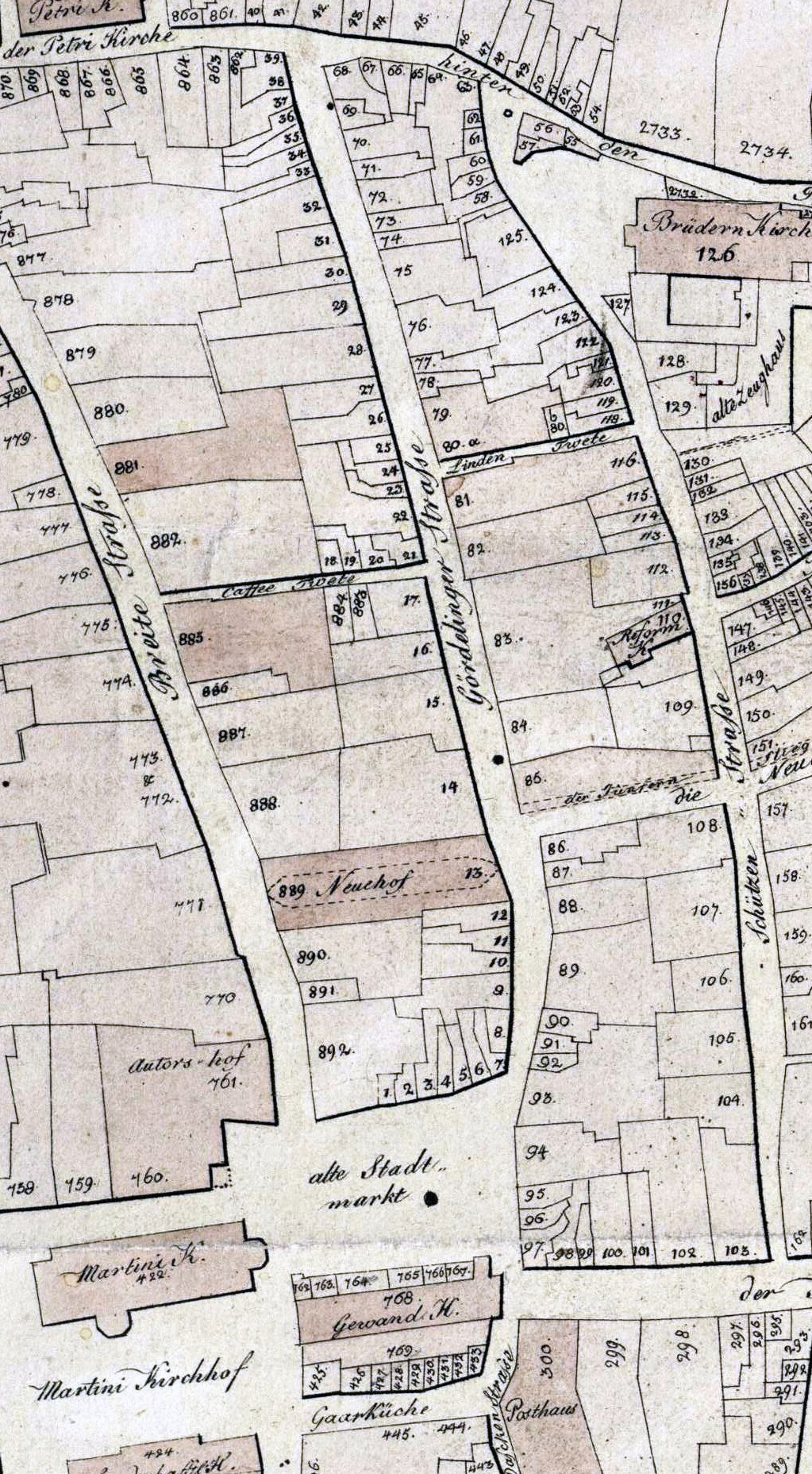
Ausschnitt aus dem Stadtplan von Friedrich Wilhelm Culemann aus dem Jahre 1798. Zu sehen: Im Zentrum unten der Altstadtmarkt und darüber von rechts nach links die Breite Straße, Gördelingerstraße und Schützenstraße.

Der aus dem Jahre 1408 stammende Altstadtmarktbrunnen befindet sich direkt auf dem Marktplatz.

### Altstadtrathaus

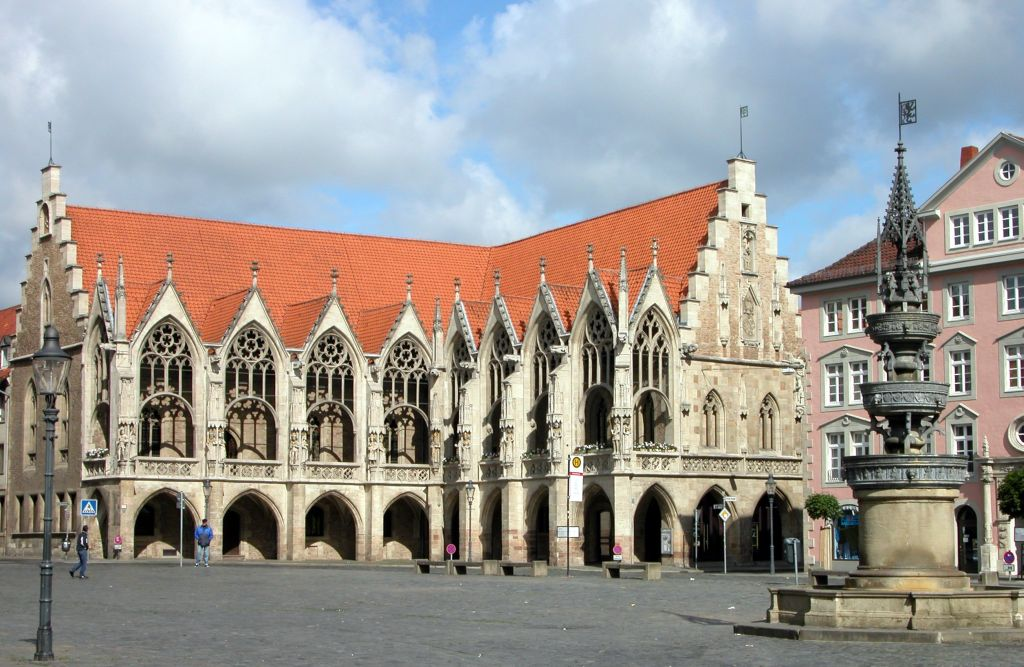
Altstadtrathaus, Altstadtmarktbrunnen, dahinter das Stechinelli-Haus

Das trotz der großflächigen Zerstörungen des Zweiten Weltkrieges erhalten gebliebene gotische Altstadtrathaus war das größte der Braunschweiger Rathäuser. Es besteht aus zwei rechtwinklig aufeinander stoßenden Flügeln. Ein Vorgängerbau bestand bereits vor 1253, der Westflügel war im Jahre 1302 vorhanden. Der Nordflügel wurde 1393 bis 1396 errichtet. Die Laubengänge des nördlichen Anbaus entstanden zwischen 1447 und 1468. Zwischen 1455 und 1468 schuf der Bildhauer Hans Hesse d. J. aus Kalkstein die 17 überlebensgroßen Herrscherfiguren, die seither die an der Ost- und Südseite des Laubenganges zu sehen sind. Dabei soll es sich um Standbilder ottonischer und welfischer Kaiser, Könige und Herzöge handeln. Die Besonderheit der Statuen besteht darin, dass sie, bis auf den allein an einem Winkelpfeiler stehenden Kaiser Lothar von Süpplingenburg, jeweils mit ihren Frauen abgebildet wurden. Im Einzelnen handelt es sich um: König Heinrich I. und Mathilde die Heilige, Kaiser Otto I. und Adelheid von Burgund, Kaiser Otto II. und Theophanu, Kaiser Otto III. mit seiner Verlobten Zoe, Lothar von Süpplingenburg, Kaiser Otto IV. und Beatrix von Schwaben, Herzog Heinrich der Löwe und Mathilde von England, Wilhelm von Lüneburg und seine Gemahlin Helena von Dänemark, Herzog Otto das Kind und Mathilde von Brandenburg.
Restaurierungen erfolgten im 19. Jahrhundert und nach schweren Kriegsbeschädigungen nach dem Ende des Zweiten Weltkrieges. Heute dient das Gebäude Repräsentations- und Ausstellungszwecken.

### St. Martini

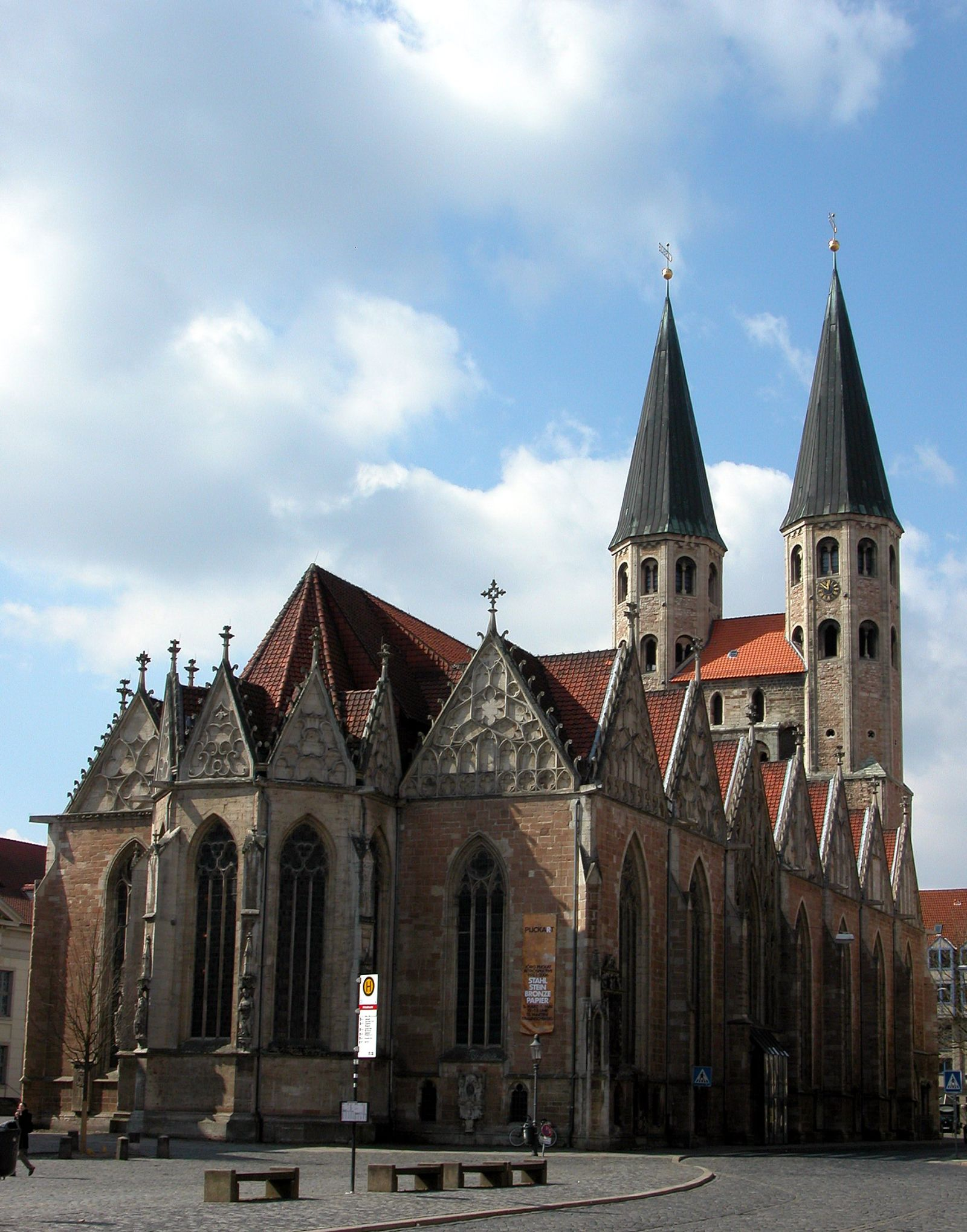
Martinikirche vom Markt aus gesehen

Der Gründungsbau der Altstädter Pfarrkirche St. Martini wurde um 1190–1195 in Anlehnung an den Bauplan des Domes begonnen. Die zunächst dreischiffige romanische Pfeilerbasilika wurde im Zeitraum von etwa 1250 bis 1400 als gotische Hallenkirche umgebaut. Um 1400 erfolgte die Erweiterung durch ein Chorpolygon, 1434 wurde die an die Südseite angebaute Annenkapelle geweiht. Nach Zerstörungen während des Zweiten Weltkriegs wurde die Martinikirche 1956 wieder eingeweiht, erhielt jedoch zunächst für ihre zwei je 60 m-hohen Türme nur kleine, „stumpfe“ Helmspitzen. Eine Restaurierung der kriegsbedingt geschwärzten Außenfassade erfolgte in den Jahren 1979 bis 1987. Den Originalen nachgebildete spitze Turmhelme erhielt die Kirche schließlich wieder am 15. Oktober 1980.

### Gewandhaus

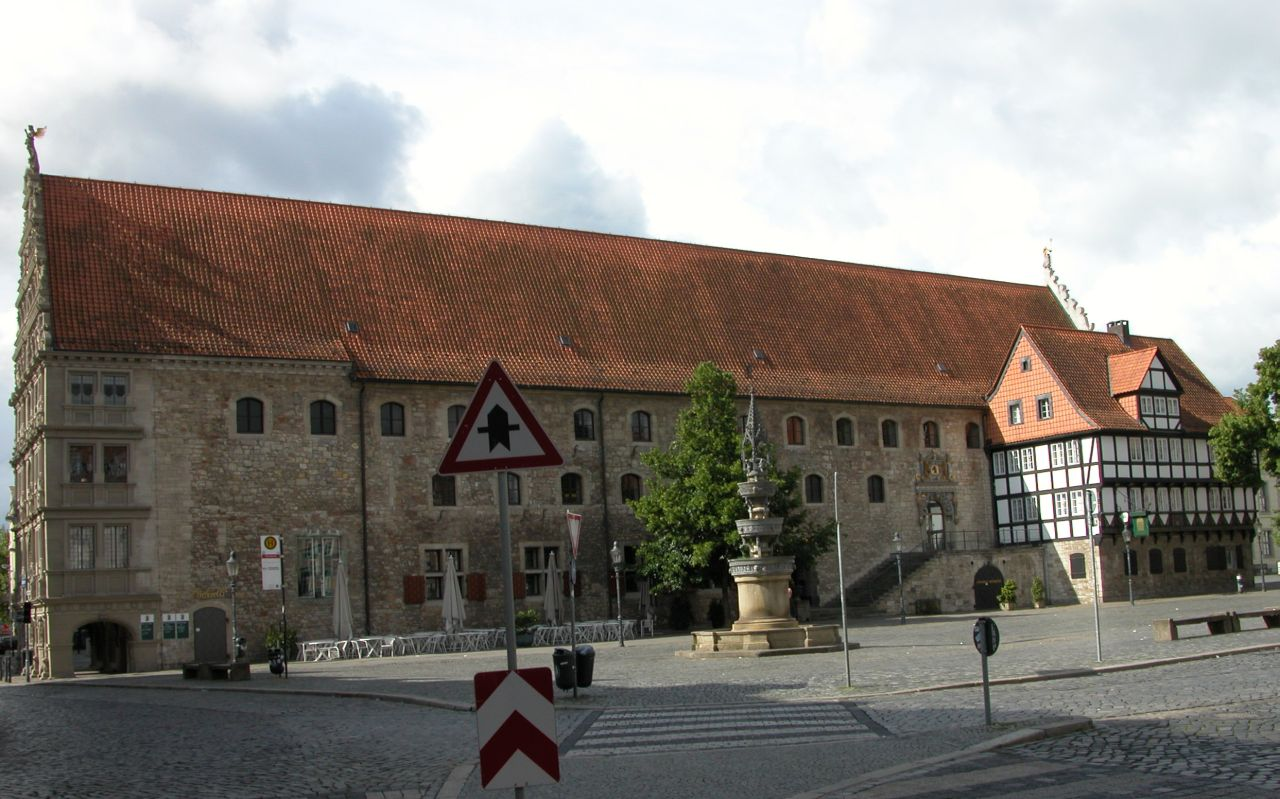
Die dem Altstadtmarkt zugewandte Nordseite des Gewandhauses, rechts das Zollhaus, im Zentrum der Altstadtmarktbrunnen

Das 1303 erstmals erwähnte Gewandhaus an der Südseite des Altstadtmarktes war ursprünglich Lager-, Verkaufs- und Gildehaus der Gewandschneider der Altstadt. Zwischen 1588 und 1592 erfolgte ein Umbau, wobei die Ost- und Südseite eine reich verzierte Schaufassade im Renaissancestil erhielt. Der 1858 restaurierte Bau diente im 19. Jahrhundert als Magazin, Weinhandlung und Verkaufslokal zu Messezeiten. Nach starker Zerstörung 1944 wurde das Gewandhaus von 1948 bis 1950 wieder aufgebaut, die Fassade wurde 1976 renoviert.
Die aus Bruchstein bestehende Nordseite des Gewandhauses prägt erst seit Ende 1944 die Südseite des Altstadtmarktes. Bis zu ihrer völligen Zerstörung durch zahlreiche Bombenangriffe während des Zweiten Weltkrieges war die Steinmauer jahrhundertelang verdeckt gewesen durch eine Reihe von an das Gewandhaus angebauten Fachwerkhäusern, den „Krambuden“.

### Ehemaliges Rüninger Zollhaus

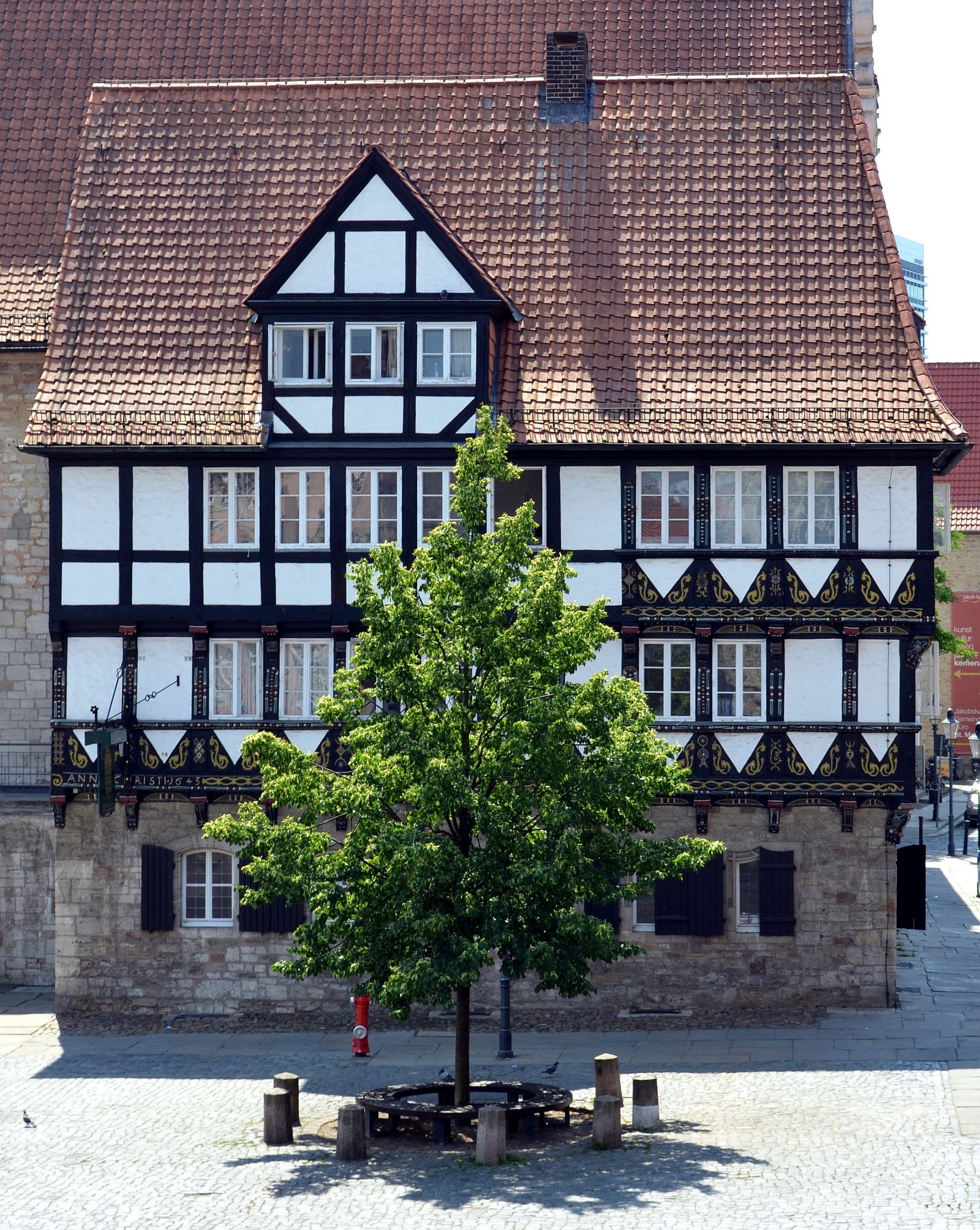
Ehemaliges Rüninger Zollhaus, von Norden aus gesehen

An Stelle der im Krieg vollständig zerstörten Krambuden aus dem späten 15. Jahrhundert wurde zwischen 1948 und 1950 an der Nordwestecke des Gewandhauses das aus dem Jahre 1643 stammende ehemalige Rüninger Zollhaus aufgebaut, nachdem es in Rüningen abgetragen worden war, wo es sich über 300 Jahre an der mittelalterlichen Reichsstraße nach Frankfurt am Main befunden hatte.

### Stechinelli-Haus

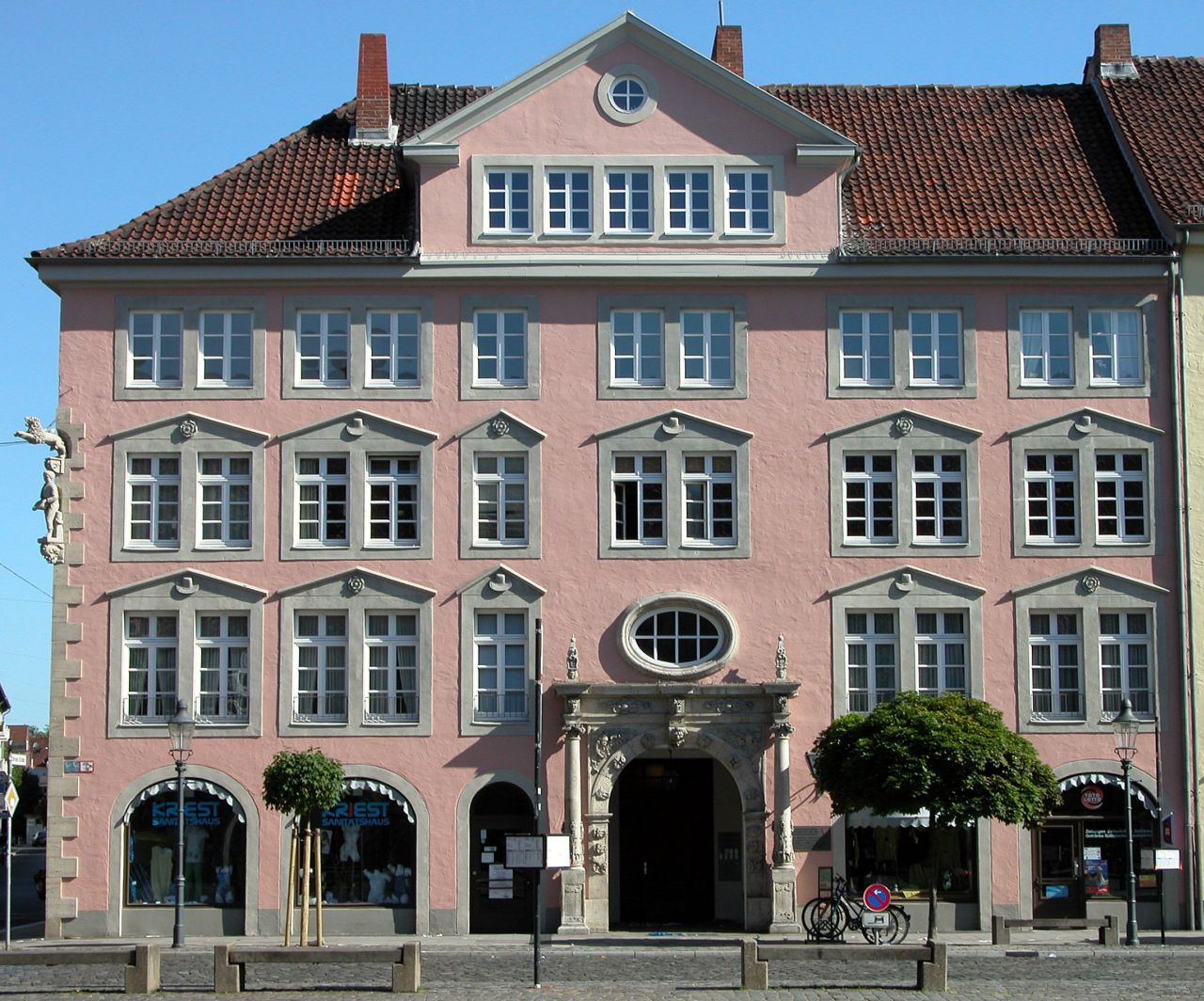
Das Stechinelli-Haus

An der Ecke Altstadtmarkt/Breite Straße befindet sich das im Jahre 1690 durch Francesco Maria Capellini, Stechinelli genannt, errichtete barocke Stechinelli-Haus. Der aus verarmtem italienischem Adel entstammende Stechinelli gelangte im Dienst der welfischen Herzöge als Generalerbpostmeister zu Wohlstand.
Bis 1368 befand sich an dieser Stelle der Schrank bzw. Bliden schrank, wobei das Wort „Schrank“ damals „verschlossener Raum“ bedeutete und Bliden kleine Geschütze waren. Das Haus diente demzufolge als Zeughaus, in dem Waffen der Altstädter Bürger verwahrt wurden. Die Bezeichnung Schrank ging 1368 auf einen Nachfolgebau an gleicher Stelle über, der wiederum 1690 dem Stechinelli-Haus wich und dabei seinen alten Namen einbüßte. Während des Zweiten Weltkrieges wurde das Gebäude bis auf das Portal zerstört, aber dann wieder aufgebaut.

### Haus zu den sieben Türmen

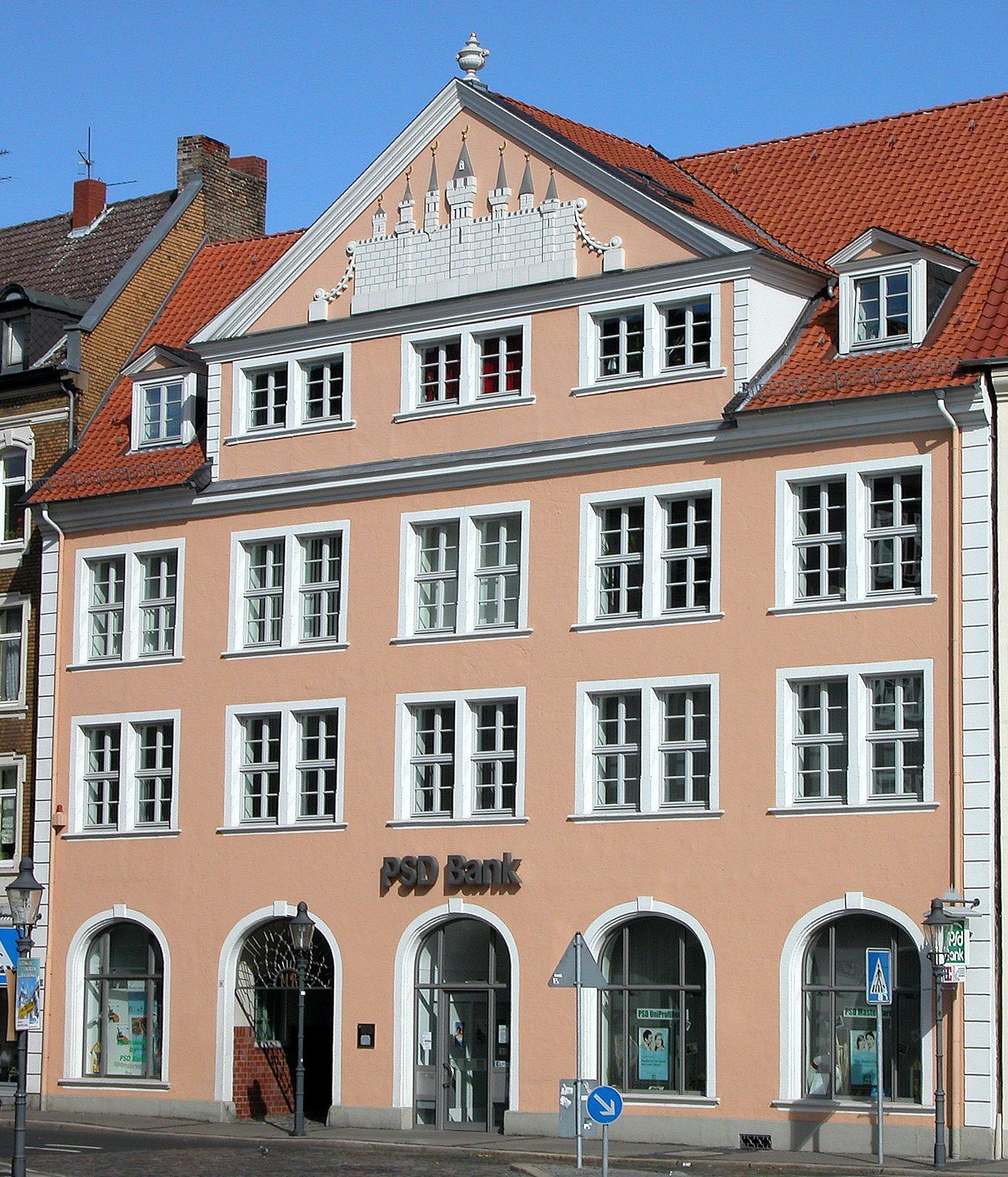
Das „Haus zu den 7 Türmen“

Der Name „Haus zu den sieben Türmen“ oder „Die Sieben Türme“ für das Gebäude am Altstadtmarkt 11 ist seit 1294 belegt. Der Sage nach ließ es ein Braunschweiger Bürger, der Herzog Heinrich den Löwen 1172 auf eine Pilgerfahrt ins Heilige Land begleitete, nach seiner Rückkehr errichten. Als Erinnerung an seine Inhaftierung im Staatsgefängnis der sieben Türme in Konstantinopel ließ der unbekannte Bürger sieben Ziertürmchen an seinem Haus anbringen. Das Gebäude gehörte Mitte des 14. Jahrhunderts der Braunschweiger Rats- und Patrizierfamilie von Damm. Im benachbarten Schuhhof brach im Jahre 1374 die „Große Schicht“, ein blutiger Aufstand der Gilden gegen den Rat der Altstadt aus. Im Verlauf dieser Schicht wurde der damalige Hausbesitzer und Bürgermeister der Altstadt Tile von Damm am 19. April 1374 auf dem Hagenmarkt hingerichtet und sein Haus geplündert und in Brand gesteckt. Die Front des heutigen Hauses entstand im Jahre 1708, ausführender Architekt soll Hermann Korb gewesen sein. Das Gebäude wurde nach schweren Kriegsschäden nach 1945 wieder aufgebaut.

### Altstadtmarktbrunnen

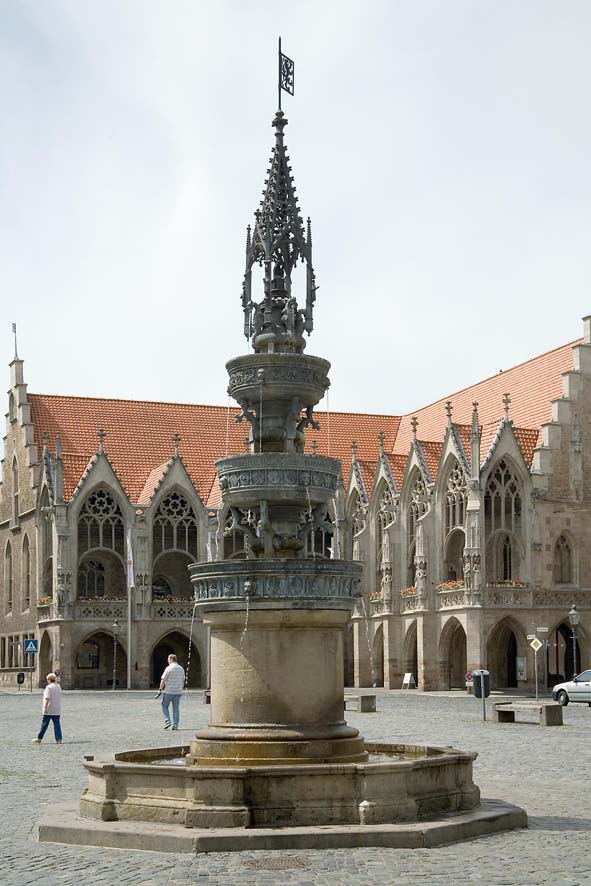
Der Altstadtmarktbrunnen

Fast mittig auf dem Altstadtmarkt befindet sich seit dem frühen 15. Jahrhundert der am 24. November 1408 aus Blei gegossenen spätgotische Altstadtmarktbrunnen (seit dem 2. August 1988 eine Kopie). Das aus drei großen Wasserschalen bestehende und mit Wappen- und Figurenschmuck sowie mittelniederdeutschen Inschriften versehene Original wurde während der Bombardierungen des Zweiten Weltkrieges, insbesondere im Jahre 1944, sehr schwer beschädigt bzw. teilweise irreparabel zerstört, da das Blei der Schalen trotz vorher getroffener Schutzmaßnahmen gegen Bombenschäden im Feuersturm großenteils geschmolzen war. Diese Schäden wurde bereits ab Ende Juli 1945 aufwändig beseitigt und der restaurierte Brunnen wurde am 4. Dezember 1951 eingeweiht. Das Auftreten neuer starker Schäden erforderte 1991 den Ersatz durch eine Nachbildung und die erneute Restaurierung. Die Reste des Originalbrunnens, das unterste Becken und ein Bruchstück der Mittelschale, können heute in der Zweigstelle des Städtischen Museums im Altstadtrathaus besichtigt werden.

### Weitere Bauten
Am Beginn der Breiten Straße, direkt neben der dortigen Nordfassade des Altstadtrathauses befindet sich der Autorshof, ein Renaissance-Bau aus dem Jahre 1697, benannt nach dem Schutzpatron Braunschweigs dem Heiligen Au(c)tor. Er wurde für Messezwecke auf dem Gelände der ehemaligen Autorskapelle errichtet. Im Zweiten Weltkrieg zerstört, wurde der Autorshof nach Kriegsende wieder aufgebaut.
Folgende historische Bauten am Altstadtmarkt sind nicht mehr erhalten: der Kleiderhof, genannt 1307, der Kürschnerhof von 1308 und der Schuhhof von 1350.

## Sonstiges

### Braunschweiger Karneval
Deutschlands viertgrößter und Norddeutschlands größter Karnevalsumzug findet alljährlich am Sonntag vor Rosenmontag statt. Die Veranstaltung wird im Fernsehen vom NDR live vom Altstadtmarkt übertragen.

### Filmkulisse
Der weihnachtlich geschmückte Markt leitet den Film Das Verhör in der Nacht ein, der an Heiligabend spielt.